# تندوري مصالحة

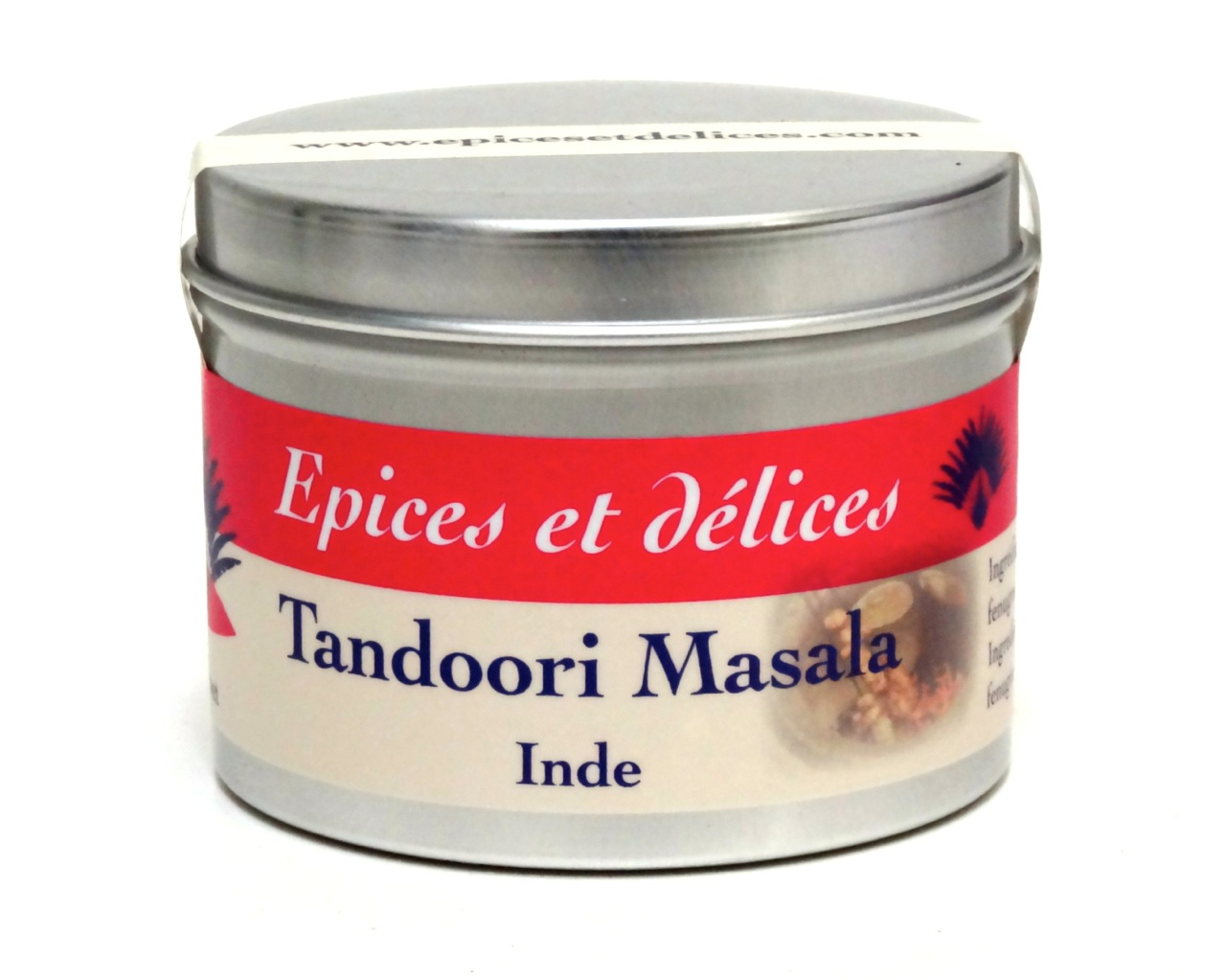
تندوري مصالحة للبيع التجاري.

تندوري مصالحة (ويُكتب خطأً: تندوري ماسالا) هو خليط من البهارات معدة خصيصاً للاستخدام مع طبخات التنور أو فرن الطين، وتستخدم خاصة في المطبخ الهندي التقليدي في الشمال وفي المطبخ الباكستاني. تختلف المكونات بعض الشيء من منطقة إلى أخرى، لكنها بشكل عام تتكون من كرم مصالحة وثوم وبصل وزنجبيل وبصل وفليفلة حريفة، وقد تحتوي توابل أخرى. تحضر عادة بدقها بالهاون مع بعضها البعض
تستخدم تندوري مصالحة على نطاق واسع في طبق دجاج تندوري، حيث تغطى قطع الدجاج كاملة بخليط من لبن الزبادي وتندوري مصالحة. ثم يحمّر الدجاج في التنور على درجة حرارة عالية. ينتج عن هذا قطع وردية اللون من الخارج ذات نكهة لذيذة.
من أطباق الدجاج الأخرى التي تستخدم فيها هذه المصالحة، دجاج تكة ومعظم أطباق البنجاب. يمكن استخدام اللحم بدلاً من الدجاج أيضاً.
يمكن تخزين المصالحة في جرار محكمة لمدة تصل إلى شهرين. وتتوفر في الأسواق ومتاجر البضائع الآسيوية.

## روابط خارجية
- About.com - مطبخ هندي، تندوري مصالحة[وصلة مكسورة]
- متجر البهارات الهندية على الإنترنت